# Phorbia atrogrisea
Phorbia atrogrisea este o specie de muște din genul Phorbia, familia Anthomyiidae, descrisă de Tiensuu în anul 1936. Conform Catalogue of Life specia Phorbia atrogrisea nu are subspecii cunoscute.